# 古署春秋楼
古署春秋楼，位于山西省临汾市翼城县王庄镇古署村中，建于清道光三年（1823）。 
1987年8月20日，古署春秋楼公布为翼城县文物保护单位。